# Johanniterkirche (Frankfurt am Main)

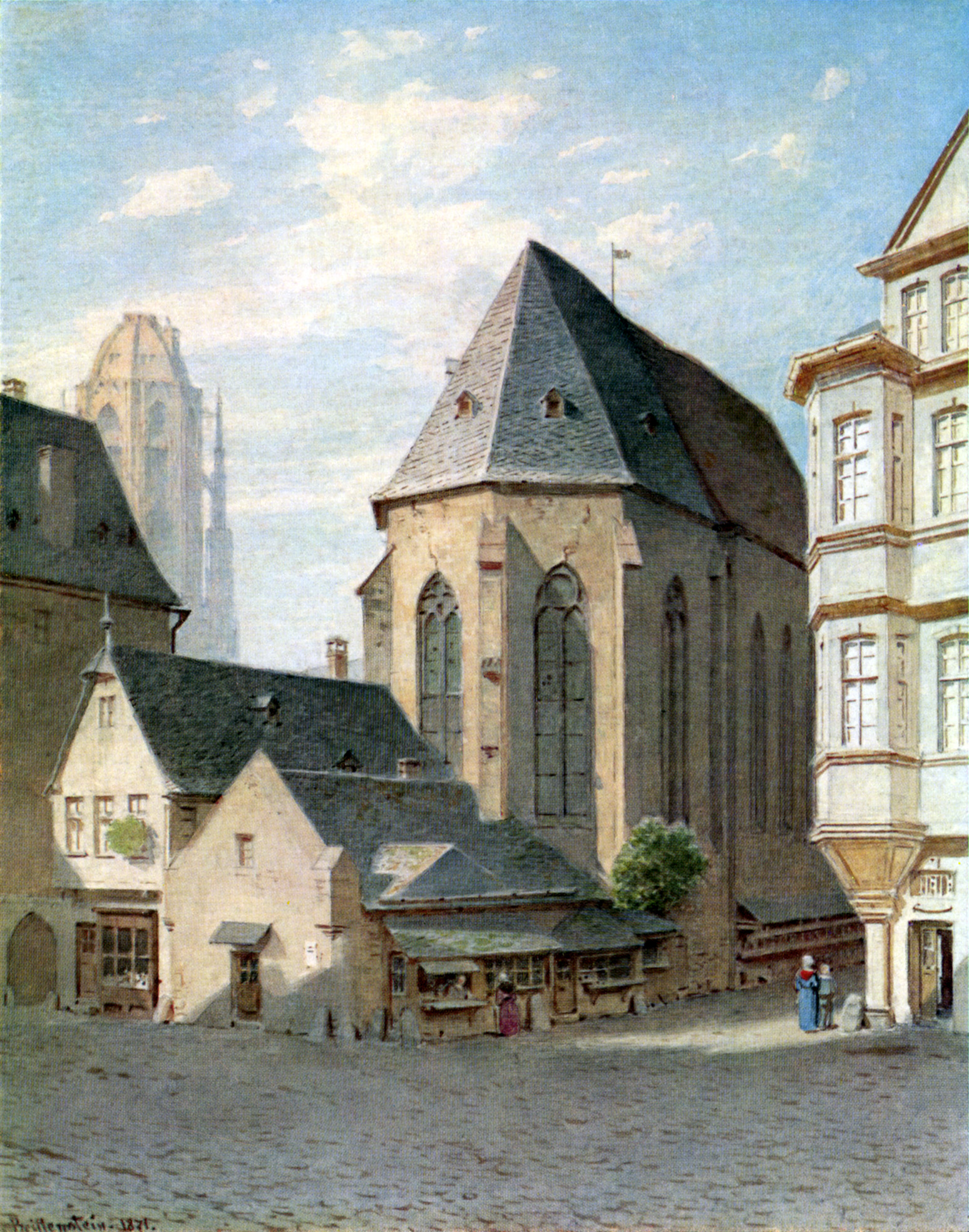
Johanniterkirche vor 1845
(Historisierendes Aquarell von Carl Theodor Reiffenstein, 1871)

Die Johanniterkirche war eine gotische Kirche in der östlichen Altstadt von Frankfurt am Main, an der Ecke Fahrgasse und Schnurgasse. Sie wurde 1342 erstmals urkundlich erwähnt. Nach einer Blütezeit im 14. Jahrhundert verlor die Frankfurter Niederlassung der Johanniter nach der Reformation rasch an Bedeutung. Die Kirche verfiel allmählich und wurde im Jahr 1801 profaniert. Bis 1874 diente sie noch als Warenlager, dann wurde sie für einen Straßendurchbruch abgebrochen.

## Geschichte

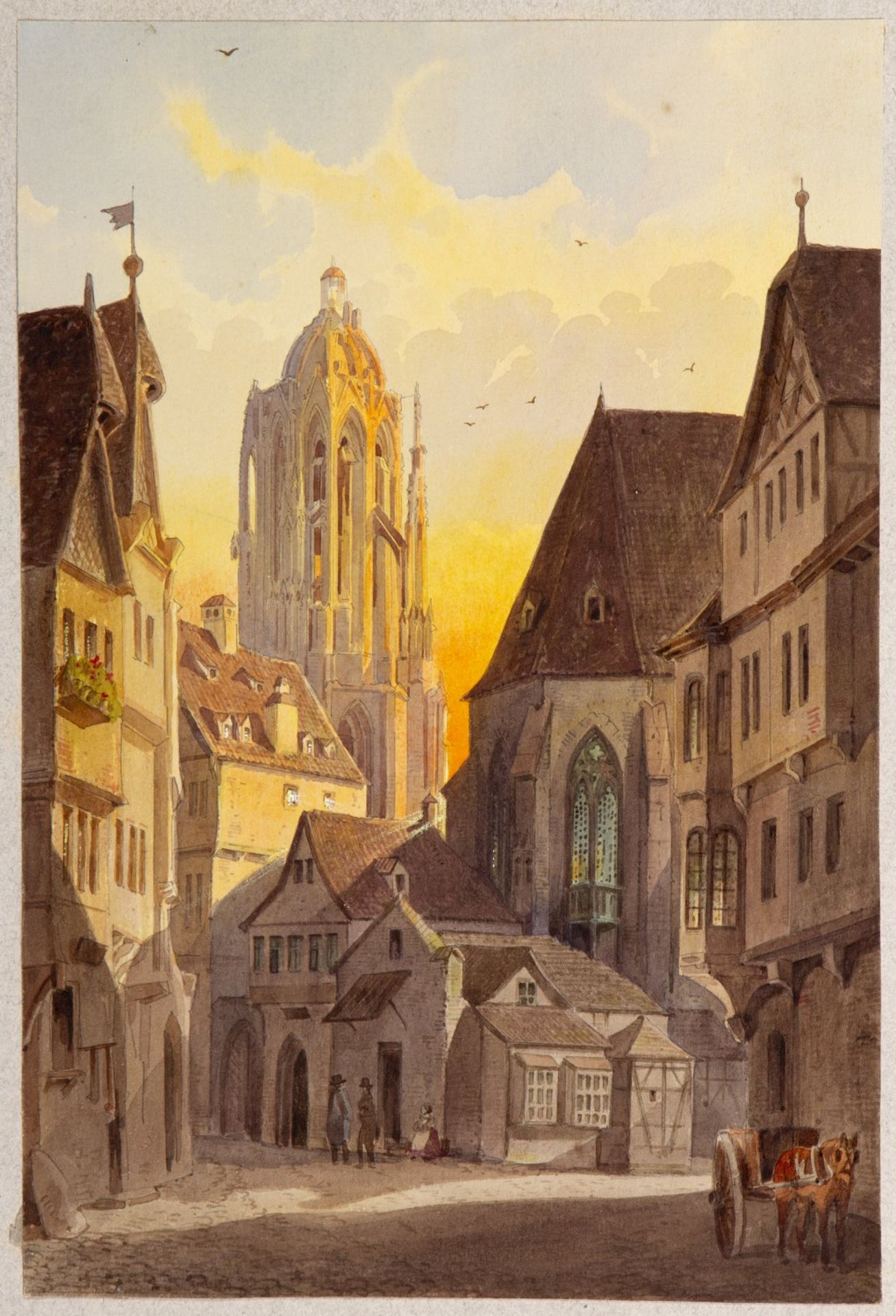
Johanniterkirche in Frankfurt Main, vermutlich um 1800, Aquarell, Künstler unbekannt

Das 13. Jahrhundert war für Frankfurt eine Zeit stürmischen Wachstums. Nach und nach errichteten eine Reihe von Ordensgemeinschaften Niederlassungen in der Stadt, darunter auch der Ritterorden der Johanniter. Im Jahr 1294 wurde der Johanniterhof erstmals urkundlich erwähnt. Zum Johanniterhof gehörte eine Kirche, deren erstes schriftliches Zeugnis aus dem Jahr 1342 stammt. Darin wird berichtet, dass die Kirche beim Magdalenenhochwasser im Juni 1342 „fünf Schuh“ (ungefähr 1,40 Meter) hoch unter Wasser stand.
Im 14. Jahrhundert befand sich der Johanniterhof auf seinem Höhepunkt. Kaiser Ludwig der Bayer war der Stadt wohlgewogen und nahm bei seinen häufigen Aufenthalten in Frankfurt seine Wohnung bei den Johannitern. Am 14. Juni 1349 starb der Gegenkönig Günther von Schwarzburg im Johanniterhaus, vermutlich an der Pest. Sein Leichnam wurde am 18. Juni im Chor der Johanniterkirche aufgebahrt und einen Tag später zur Beisetzung in die Bartholomäuskirche überführt.
Der Orden besaß im Mittelalter reichen Grundbesitz in der Umgebung von Frankfurt, unter anderem in Kalbach. Nach der Einführung der Reformation in Frankfurt 1533 verlor die Johanniterkirche an Bedeutung. Zwar vermied der Rat der Stadt jeden Konflikt mit dem vom katholischen römisch-deutschen Kaiser privilegierten Orden. Weil die früheren Spenden und Legate reicher Frankfurter Bürger aber fast ganz ausblieben, verfielen die Gebäude mehr und mehr.

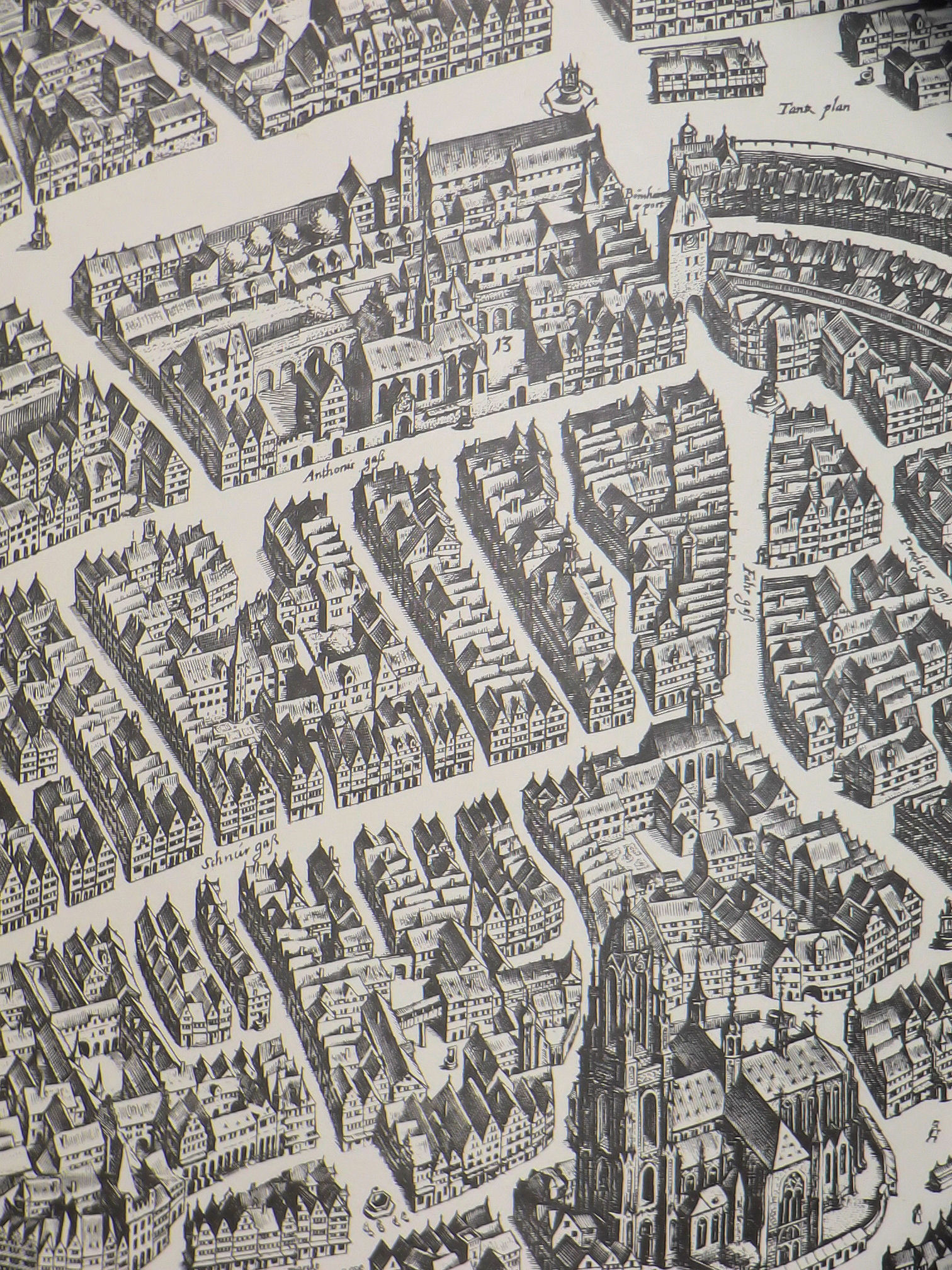
Johanniterkirche auf dem Merian-Stich von 1628

Im Jahr 1626 ließ der Ordenskomtur Andreas Steinfeder das Gotteshaus auf private Rechnung renovieren, doch konnte auch dies das geistliche Leben nicht mehr wiederbeleben. Erst 1787 wurde die Kirche wieder in einer Urkunde erwähnt. Weil das Kirchendach wegen Baufälligkeit einzustürzen drohte, veranlasste der Rat der Stadt seine Renovierung.
Zu dieser Zeit lebten keine Ordensleute mehr im Johanniterkloster, und nur einmal in der Woche, am Mittwoch, wurde – weil eine alte Stiftung den Orden dazu verpflichtete – eine Heilige Messe durch Geistliche des Bartholomäusstiftes gelesen.
Der Ordenskomtur Graf Fugger bemühte sich 1792 um die Profanierung der Kirche, doch zogen sich die Verhandlungen mit der Ordensleitung hin. Schließlich konnte sein Nachfolger, Komtur Freiherr von Pfürdt, 1801 die Kirche als Warenlager nutzen. Wegen der bereits erfolgten Profanierung entging die Kirche der Säkularisation, doch fiel bereits 1806 das Kloster samt Kirche an das Fürstentum Aschaffenburg.
Nach dem Ende der napoleonischen Herrschaft und der Wiederherstellung der Freien Stadt Frankfurt fielen die Johanniterkirche und die Deutschordenskirche nicht wie die anderen Kirchen an die Stadt, sondern an den Kaiser von Österreich, der die Johanniterkirche 1841 an die Freie Stadt Frankfurt verkaufte.
Die Stadt richtete wieder ein Warenlager, später ein städtisches Büro in der Kirche ein. Bereits 1845 wurde eine Kapelle abgerissen. Nach der Annexion der Freien Stadt durch Preußen 1866 mehrten sich die Stimmen, die für die Beseitigung der Kirche plädierten. 1872 beschloss die Stadtverwaltung gegen den Widerstand des preußischen Konservators von Quast den Abbruch zugunsten eines neuen Straßenzuges. Verschiedene Gutachten, darunter des renommierten Vereins für Geschichte und Altertumskunde und des für den Wiederaufbau des Domes nach Frankfurt gekommenen Franz Josef Denzinger, unterstützten die Position der Stadt und bescheinigten, dass die Kirche geschichtlich und kunstgeschichtlich „nicht bedeutend genug sei, um eine im öffentlichen Interesse liegende Beseitigung zu beanstanden“. Zwischen Februar und April 1874 wurde die Kirche daher abgerissen.
1874 bis 1876 erbaute Max Meckel die Josefs-Kirche, Bornheims erste katholische Kirche, nach dem Vorbild der abgerissenen Johanniterkirche. Dabei verwendete er eine Reihe von Spolien, darunter Gewölberippen, Schlusssteine und Fenstermaßwerke der Johanniterkirche. Da die St.-Josefs-Kirche 1932 umgebaut und erweitert wurde, sind im 21. Jahrhundert nur noch Chor und Querschiff in der von Meckel ausgeführten Form erhalten.
Das Chorgewölbe der alten Josefskirche entspricht dem Vorbild der mittelalterlichen Johanniterkirche. Direkt übertragen und wiederverwendet sind der Schlussstein dieses Gewölbes, einige ornamentierte Schlusssteine des Mittelschiffs und die beiden aus dem Mittelalter stammenden Figuren unter den Konsolen der Vierung. Sie stellen einen nackten Mann, einen Hasen und einen Hund dar.